# Nicola Mandalà
Nicola Mandalà (Villabate, 8 marzo 1968) è un mafioso italiano, membro di Cosa Nostra, figlio di Nino Mandalà, dal 2001 al 2005 si occupò in prima persona della latitanza di Bernardo Provenzano.

## Biografia
Figlio del mafioso Nino Mandalà capomandamento di Villabate e fiancheggiatore di Bernardo Provenzano e anche socio fondatore della società di brokeraggio assicurativo Sicilia Brokers nel 1979 assieme a Enrico La Loggia, Renato Schifani e Benny D’Agostino.

Il 27 marzo 1995 a soli 27 anni è arrestato per associazione mafiosa e omicidio, ma poi dopo meno di un mese esce dal carcere e viene assolto.

Dal 2001 si occupa in prima persona della latitanza del boss Bernardo Provenzano distribuendo la "mesata" di 600.000 euro a picciotti e familiari, si reca ogni lunedì, mercoledì e venerdì a Bagheria a ritirare i pizzini destinati a Provenzano e all'occorrenza gli fa da autista.

Nel 2003 e nel 2004 accompagna anche il boss con il falso nome di Gaspare Troia alla clinica La Licorne di La Ciotat non lontano da Marsiglia e frequentò anche il casinò di Cassis.

Nel 2004 fa qualche trasferta a New York all'insaputa di Provenzano per allacciare i rapporti con la mafia italo-americana, in particolare con le famiglie Inzerillo e Gambino trattando personalmente con il boss Frank Calì che erano stati interrotti dopo la Seconda guerra di mafia.

Sentendosi braccato compra un volo per Caracas, ma il 25 gennaio 2005 viene arrestato durante l'operazione "Grande Mandamento" con l'accusa di associazione mafiosa, spaccio di stupefacenti e duplice omicidio (le vittime i mafiosi Antonio Pelicane e Salvatore Geraci, uccisi a Villabate nel 2003 e nel 2004).
Il 15 novembre 2005 in primo grado, è stato condannato con rito abbreviato a 13 anni e quattro mesi per mafia e per aver organizzato la trasferta di Provenzano in Francia.
Nel maggio 2008 dimostra che non è più mafioso e ottiene la revoca del regime carcerio in 41 bis.

Il 9 ottobre 2009 ha fatto una dichiarazione spontanea durante il processo d'appello per l'omicidio di Salvatore Geraci di aver fatto parte di Cosa Nostra, affermazione rara per i suoi affiliati ma di non avere nulla a che fare con l'omicidio di Salvatore Geraci.

Il 29 ottobre 2009 è stato condannato dalla Corte d'assise d'appello di Palermo all'ergastolo per l'omicidio di Salvatore Geraci.